# Wild Orchids
Wild Orchids ist ein phantastischer Liebesroman von Jude Deveraux. Er erschien 2003, wurde von Rainer Schmidt ins Deutsche übersetzt und erscheint im Weltbild-Verlag.

## Handlung
Der Held der Erzählung ist der alternde Schriftsteller Ford Newcomb, der seit dem Tod seiner Frau Pat unter einer Schreibblockade leidet und der sich von seiner Umwelt abgekapselt hat. Sein Interesse wird erst durch das junge Mädchen Jackie Maxwell geweckt, als diese ihm die Geschichte von einer Frau erzählt, die von ihren Nachbarn gesteinigt wurde, weil sie den Teufel geliebt hat. Ford vermutet sofort eine wahre Begebenheit dahinter und beschließt gemeinsam mit Jackie, herauszufinden, was geschehen ist. 
Bei ihren Recherchen wird Jackie einerseits immer besessener vom Teufel und gerät in eine psychische Krise, andererseits begegnet sie dem wahrhaftigen Teufel, der versucht, ihre Liebe zu gewinnen und dabei Fords Eifersucht weckt. Am Ende stellt sich heraus, dass nicht Jackie das Ziel des Teufels war, sondern Ford. Er bietet einen Pakt an, gegen Fords Seele würde er dessen verstorbene Ehefrau wiedererwecken. Ford aber entscheidet sich für Jackie.
Das Buch endet auf der ganzen Linie glücklich, der Spuk wird beendet, die Hauptpersonen finden ihre große Liebe und selbst Fords Schreibblockade wird überwunden.

## Besonderheiten
Trotz aller Klischees ist dem Roman ein gewisser literarischer Anspruch nicht abzusprechen. In der Geschichte wechseln sich beide Protagonisten als Ich-Erzähler ab. Große Teile der Handlung werden so doppelt erzählt, wodurch nicht nur die Charaktere der beiden beleuchtet werden, sondern der Roman auch an Komplexität gewinnt.